# Linus Ullmark
Linus Ullmark (* 31. července 1993 Lugnvik) je švédský hokejový brankář hrající za tým Ottawa Senators v NHL. Ve vstupním draftu 2012 si jej jako 163. celkově v 6. kole vybral tým Buffalo Sabres.

## Kariéra

### Buffalo Sabres
27. května 2014 Ullmark podepsal tříletou nováčkovskou smlouvu s Buffalem Sabres. Na sezónu 2014/15 se vrátil na hostování do MODO Hockey ve švédské hokejové lize (SHL).
Ve své první sezóně v Americe se Ullmark zúčastnil tréninkového kempu Sabres. Po zotavení z brzkého zranění byl zařazen na začátek sezóny 2015/16 do týmu Rochester Americans v American Hockey League (AHL). Ullmark odehrál tři zápasy, než byl 23. října 2015 povolán zpět do týmu Sabres. Svůj debut v NHL si odbyl následující den, kdy si připsal 24 zákroků při porážce s New Jersey Devils 3:4. První vítězství přišlo při jeho druhém startu. Buffalo zvítězilo nad Philadelphií Flyers 3:1.
Ullmark strávil většinu následující sezóny v týmu Americans s bilancí 26-27-2. Za Sabres nastoupil v jednom utkání, v němž podlehli Tampě Bay Lightning 2:4. Dne 13. června 2017 podepsal novou dvouletou smlouvu se Sabres na 1,5 milionu dolarů.
Ullmark se k Sabres připojil na stálo v sezóně 2018/19. Při svém prvním zápase sezóny 13. října zaznamenal svoji první nulu v NHL, když zastavil všech 36 střel, kterým čelil, při vítězství 3:0 nad Arizonou Coyotes. 22. prosince pochytal Ullmark všech 40 střel Anaheimu při výhře 3:0. V celé sezóně měl bilanci 15-14-5 v 37 zápasech, když byl dvojkou Carteru Huttonovi.
3. srpna 2019 Sabres znovu podepsali novou smlouvu s Ullmarkem na jeden rok v hodnotě 1,325 milionu dolarů. Dne 25. října 2020 podepsal Ullmark se Sabres smlouvu na jeden rok v hodnotě 2,6 milionu dolarů.

### Boston Bruins
28. července 2021 Ullmark opustil Sabres jako volný hráč a podepsal čtyřletou smlouvu na 20 milionů dolarů na pozici brankářské jedničky s týmem Boston Bruins. Svůj první zápas za Bruins odchytal 22. října 2021 (výhra 4:1 proti Sabres).
Sezona 2022/23 byla pro Bruins i pro Ullmarka, který s Jeremym Swaymanem vytvořil nejlepší brankářský tandem v lize, historická. Objetí Ullmarka a Swaymana po vítězném zápase, tzv. brankářské objetí, se stalo hojně sledovaným týmovým rituálem. 5. ledna 2023 byl Ullmark zvolen jedním ze tří zástupců Bostonu Bruins na All Star víkend 2023 spolu s trenérem Jimem Montgomerym a spoluhráčem Davidem Pastrňákem. 19. ledna si Ullmark připsal sté vítězství v kariéře, když proti New York Islanders vychytal 25 ze 26 střel. 25. února se Ullmark stal třináctým brankářem NHL, který vstřelil gól, a prvním od Pekky Rinneho v roce 2020, když necelou minutu před koncem zápasu vstřelil puk přímo do prázdné branky Vancouveru Canucks a rozhodl o výhře Bruins 3:1. Bruins zakončili základní část s novými rekordy v počtu výher (65) i bodů (135) a získali Prezidentskou trofej. Ullmark a Swayman společně obdrželi William M. Jennings Trophy jako brankářský tandem, který inkasoval nejméně branek. Jejich 177 inkasovaných gólů v 82 zápasech bylo o 36 méně než v případě druhé Caroliny Hurricanes. Ullmarkova osobní bilance byla 40-6-1 a navíc vedl NHL ve statistice obdržených gólů na odchytaný čas (1,89) a procentuální úspěšnosti zákroků (93,8). Stal se vítězem Vezina Trophy pro nejlepšího brankáře ligy.
Bruins vstupovali do play-off Stanley Cupu 2023 jako favorité na vítězství. V prvním kole je však vyřadil tým Florida Panthers a promarnil vedení 3:1 v sérii. Následovalo mnoho výčitek ohledně trenérských rozhodnutí Montgomeryho, zejména rozhodnutí opustit střídání brankářů, které bylo pravidlem v základní části ve prospěch chytání Ullmarka, přestože se potýkal se zraněním. Ullmark byl nakonec po šestém zápase stažen, když v něm pustil sedm branek. Ullmark se Montgomeryho zastal a řekl, že „něco, co dělá každý, když se věci nevyvíjejí podle jeho představ, je, že se snaží najít obětního beránka“.
Ačkoli Ullmark vstoupil do sezóny 2023/24 jako brankářská jednička Bostonu. Jak se však ukázalo v předchozích dvou sezónách, oba si stále rozdělili poměrně vyrovnané starty: Ullmark nastoupil k 39 zápasům, zatímco Swayman ke 43. Ullmark zakončil sezónu v dobrém světle, když v posledních devíti zápasech po uzávěrce přestupů zaznamenal průměr 1,90 GAA a úspěšnost zákroků 0,935 procenta. Během play-off Stanley Cupu 2024 byli Bruins v šesti zápasech vyřazeni týmem Panthers.

### Ottawa Senators
24. června 2024 byl Ullmark vyměněn do Ottawy Senators za Marka Kastelica, Joonase Korpisala a volbu v prvním kole draftu 2024.

## Osobní život
Ullmarkův otec zemřel 18. ledna 2021 ve věku 63 let.

## Ocenění a úspěchy
- 2013 J20 – Nejlepší brankář
- 2014 SHL – Nejúspěšnější brankář
- 2014 SHL – Nejvíce čistých kont
- 2014 SHL – Honkens trofé
- 2014 All-Star Tým Švédska
- 2017 AHL – All-Star Game
- 2018 AHL – All-Star Game
- 2023 NHL – All-Star Game
- 2023 NHL – Nejnižší průměr inkasovaných branek
- 2023 NHL – Nejúspěšnější brankář
- 2023 NHL – První All-Star Tým
- 2023 NHL – Vezina Trophy
- 2023 NHL – Roger Crozier Saving Grace Award

## Prvenství
- Debut v NHL - 24. října 2015 (Buffalo Sabres proti New Jersey Devils)
- První inkasovaný gól v NHL - 24. října 2015 (Buffalo Sabres proti New Jersey Devils, kanadským útočníkem Adam Henrique)
- První vychytaná nula v NHL - 13. října 2018 (Arizona Coyotes proti Buffalo Sabres)

## Statistiky

### Klubové statistiky
| 2010/11     | MODO Hockey         | J20         | 1   | 1   | 0  | 60    | 2   | 0 | 92.30 | 2.00  | —  | — | — | —   | —  | — | —     | —     |
| 2011/12     | MODO Hockey         | J20         | 25  | 14  | 11 | 1521  | 70  | 1 | 91.80 | 2.76  | 5  | 3 | 1 | 242 | 9  | 1 | 92.70 | 2.24  |
| 2011/12     | MODO Hockey         | SEL         | 3   | 0   | 2  | 148   | 8   | 0 | 89.00 | 3.24  | —  | — | — | —   | —  | — | —     | —     |
| 2012/13     | MODO Hockey         | J20         | 23  | 18  | 5  | 1352  | 46  | 2 | 92.40 | 2.04  | 5  | 4 | 1 | 250 | 8  | 1 | 94.70 | 1.39  |
| 2012/13     | Mora IK             | Allsv       | 6   | 4   | 2  | 343   | 12  | 0 | 90.40 | 2.10  | —  | — | — | —   | —  | — | —     | —     |
| 2012/13     | MODO Hockey         | SEL         | 6   | 3   | 1  | 320   | 11  | 0 | 93.40 | 2.07  | 2  | 1 | 1 | 133 | 3  | 0 | 95.50 | 1.47  |
| 2013/14     | MODO Hockey         | SHL         | 35  | 17  | 16 | 2043  | 71  | 3 | 93.10 | 2.08  | 2  | 0 | 2 | 127 | 9  | 0 | 89.90 | 4.24  |
| 2014/15     | MODO Hockey         | SHL         | 35  | 12  | 20 | 1926  | 100 | 1 | 90.50 | 3.12  | —  | — | — | —   | —  | — | —     | —     |
| 2015/16     | Rochester Americans | AHL         | 28  | 10  | 16 | 1582  | 90  | 0 | 90.20 | 3.41  | —  | — | — | —   | —  | — | —     | —     |
| 2015/16     | Buffalo Sabres      | NHL         | 20  | 8   | 10 | 1131  | 49  | 0 | 91.30 | 2.60  | —  | — | — | —   | —  | — | —     | —     |
| 2016/17     | Rochester Americans | AHL         | 55  | 26  | 27 | 3202  | 153 | 1 | 90.90 | 2.87  | —  | — | — | —   | —  | — | —     | —     |
| 2016/17     | Buffalo Sabres      | NHL         | 1   | 0   | 1  | 59    | 3   | 0 | 91.70 | 3.06  | —  | — | — | —   | —  | — | —     | —     |
| 2017/18     | Rochester Americans | AHL         | 44  | 21  | 12 | 2579  | 105 | 2 | 92.20 | 2.44  | 3  | 0 | 3 | 175 | 16 | 0 | 80.00 | 5.50  |
| 2017/18     | Buffalo Sabres      | NHL         | 5   | 1   | 2  | 240   | 8   | 0 | 93.50 | 2.00  | —  | — | — | —   | —  | — | —     | —     |
| 2018/19     | Buffalo Sabres      | NHL         | 37  | 15  | 14 | 2103  | 109 | 2 | 90.50 | 3.11  | —  | — | — | —   | —  | — | —     | —     |
| 2019/20     | Buffalo Sabres      | NHL         | 34  | 17  | 14 | 2027  | 91  | 1 | 91.50 | 2.69  | —  | — | — | —   | —  | — | —     | —     |
| 2020/21     | Buffalo Sabres      | NHL         | 20  | 9   | 6  | 1118  | 49  | 0 | 91.70 | 2.63  | —  | — | — | —   | —  | — | —     | —     |
| 2021/22     | Boston Bruins       | NHL         | 41  | 26  | 10 | 2331  | 95  | 1 | 91.70 | 2.45  | 2  | 0 | 2 | 116 | 8  | 0 | 86.00 | 4.16  |
| 2022/23     | Boston Bruins       | NHL         | 49  | 40  | 6  | 2883  | 91  | 2 | 93.80 | 1.89  | 6  | 3 | 3 | 360 | 20 | 0 | 89.60 | 3.33  |
| 2023/24     | Boston Bruins       | NHL         | 40  | 22  | 10 | 2400  | 103 | 2 | 91.50 | 2.57  | 2  | 0 | 1 | 77  | 5  | 0 | 88.60 | 3.90  |
| SHL celkově | SHL celkově         | SHL celkově | 79  | 32  | 39 | 4437  | 190 | 4 | 2.56  | 92.20 | 4  | 1 | 3 | 260 | 12 | 0 | 2.77  | 91.60 |
| NHL celkově | NHL celkově         | NHL celkově | 247 | 138 | 73 | 14288 | 598 | 8 | 2.51  | 91.80 | 10 | 3 | 6 | 552 | 33 | 0 | 3.59  | 88.70 |

### Reprezentace
| Rok                       | Tým                       | Soutěž                    |   | Z | V | P   | Čas | OG | ČK    | Úsp% | POG |
| ------------------------- | ------------------------- | ------------------------- | - | - | - | --- | --- | -- | ----- | ---- | --- |
| 2014                      | Švédsko                   | MS                        | — | — | — | —   | —   | —  | —     | —    |     |
| 2022                      | Švédsko                   | MS                        | 3 | 1 | 2 | 186 | 7   | 1  | 92.00 | 2.26 |     |
| Seniorská kariéra celkově | Seniorská kariéra celkově | Seniorská kariéra celkově | 3 | 1 | 2 | 186 | 7   | 1  | 92.20 | 2.26 |     |